# Теодорос Загоракіс
Теодорос Загоракіс (грец. Θεόδωρος Ζαγοράκης), іноді Тодоріс Загоракіс (грец. Θοδωρής Ζαγοράκης, 27 жовтня 1971, Кавала, Греція) — грецький футболіст, колишній півзахисник та багаторічний капітан національної футбольної збірної Греції, в тому числі і на Чемпіонаті Європи 2004 року. Технічний комітет УЄФА визнав Загоракіса найкращим гравцем Євро-2004. Рекордсмен збірної Греції за кількістю проведених матчів — 120. Чинний президент футбольного клубу ПАОК.

## Спортивна кар'єра
Теодорос Загоракіс розпочав футбольну кар'єру у складі клубу «Кавала» рідного міста, за який провів 144 матчи в період з 1988 по 1992 рік. 1993 року стає півзахисником основи салонікського ПАОК, за який виступав 4 сезони поспіль, зіграв 155 матчів та забив 16 м'ячів. 1998 року Загоракіса придбав англійський «Лестер Сіті» за 1,2 мільйона євро. За три сезони футболіст повертається на батьківщину і укладає контракт із афінським АЕКом, з яким того ж 2002 року здобуває Кубок Греції.
Після блискучої гри на Євро-2004 Загоракіса придбала італійська «Болонья», в якій півзахисник провів 1 сезон, зігравши 32 матчі, після чого повернувся до ПАОКа, у складі виступав до червня 2007 року, допоки не вирішив залишити великий спорт. За свою футбольну кар'єру Теодорос Загоракіс загалом зіграв 451 матч і забив 23 м'ячі. Того ж 2007 року він став президентом ПАОКа.

### Гра у збірній
За національну збірну Греції виступав з 1994 року. Дебютував у складі збірної 7 вересня 1994 року у матчі з Фарерськими островами (5:1). Свій перший гол у складі збірної забив в Афінах збірній в матчі кваліфікації до Чемпіонату світу 2006 року проти збірної Данії.
У кваліфікації Євро-2004 греки на чолі із Загоракісом зайняли перше місце в 6-й групі, випередивши збірні Іспанії та України. Загоракіс чудово виступив і у фінальній стадії турніру, а збірна Греції сенсаційно стала найсильнішою на європейській першості. Технічний комітет УЄФА, вперше враховуючи голоси вболівальників, які голосували на сайті euro2004.com, визнав Теодороса Загоракіса найкращим гравцем всього турніру. Того ж року Загоракіс змагався і за звання найкращого гравця світу за версією FIFA, посівши 17 сходинку.
Провівши за збірну 120 матчів, Загоракіс і нині залишається рекордсменом. Свій 100 матч він зіграв проти збірної Казахстану 17 листопада 2004 року. Крім того, Теодорос Загоракіс найдовше за інших гравців був капітаном грецької збірної, а також провів за збірну найбільшу кількість матчів поспіль — 57 ігор за 12 років, не пропустивши жодну зустріч. Свою останню гру за збірну Теодорос Загоракіс провів 22 серпня 2007 року в Салоніках проти збірної Іспанії (2:3).

### Голи за збірну
| #  | Дата          | Місце                      | Противник      | Рахунок | Результат | Змагання                              |
| -- | ------------- | -------------------------- | -------------- | ------- | --------- | ------------------------------------- |
| 1. | 9 лютого 2005 | Пірей, Греція              | Данія          | 2-1     | перемога  | кваліфікація до Чемпіонату світу 2006 |
| 2. | 21 січня 2006 | Ер-Ріяд, Саудівська Аравія | Південна Корея | 1-1     | нічия     | товариський матч                      |
| 3. | 25 січня 2006 | Ер-Ріяд, Саудівська Аравія | Південна Корея | 1-1     | нічия     | товариський матч                      |

## Досягнення
Лестер Сіті
- Кубок Футбольної ліги: 1999/00

АЕК
- Кубок Греції: 2001/02.

Збірна Греції
- Чемпіон Європи: 2004.

## Політична кар'єра
На виборах у 2014 році він був обраний членом Європейського парламенту від правоцентристської партії «Нова демократія» (фракція Європейська народна партія).